# Ophioglossum harrisii
Ophioglossum harrisii är en låsbräkenväxtart som beskrevs av Underw. Ophioglossum harrisii ingår i släktet ormtungor, och familjen låsbräkenväxter. Inga underarter finns listade i Catalogue of Life.